# Maroc au Concours Eurovision de la chanson
Page officielle du diffuseur
Page sur Eurovision.tv
Le Maroc a participé au Concours Eurovision de la chanson, lors de sa vingt-cinquième édition, en 1980, sans le remporter.
La chanson sélectionnée Bitaqat hob (« Message d'amour »), chantée en arabe et interprétée par Samira Bensaïd, s'est classée avant-dernière. Le pays n'a plus participé au concours depuis.

## Participation
Le Maroc a participé pour la première et unique fois au Concours Eurovision de la chanson en 1980, lors du concours organisé à La Haye, aux Pays-Bas. Sa participation était organisée par le radiodiffuseur marocain et membre de l'UER, la Société Nationale de Radiodiffusion et de Télévision (SNRT), qui avait déjà diffusé le concours à la télévision marocaine en 1966, 1974, 1976, 1977 et 1978. 
Le radiodiffuseur a sélectionné la chanson Bitaqat hob (« Message d'amour »), interprétée par la chanteuse marocaine Samira Bensaïd. Il s'agit d'un morceau au rythme modéré, avec de nettes influences du disco occidental et des accents arabes. Bensaïd chante le besoin de paix entre les nations du monde, prenant le rôle des « enfants du monde » afin de décrire une vision d'une société sans guerre ni haine. Cette chanson a été interprétée comme un message de paix adressé à Israël et aux pays arabes.  Jean Claudric a dirigé l'orchestre pour cette entrée.  
La chanson a été interprétée en cinquième position lors de la soirée. À la fin du vote, elle a reçu 7 points, tous attribués par l'Italie, ce qui la place au 18e rang sur 19, devant la Finlande.
Cette avant-dernière place a été une déception pour la télévision publique marocaine, qui a décidé de ne plus jamais participer au concours sans avoir les moyens pour gagner. La carrière de Samira Said n'en a pas souffert pour autant, puisqu'elle est devenue l'une des principales artistes arabes du XXe siècle. Elle a enregistré une version française de la chanson, Message d'amour, que l'on retrouve sur la face B du single et, en 1980, Filippos Nikolaou a sorti une reprise grecque Tosi kardia, tosi agapi (Τόση καρδιά, τόση αγάπη).
À ce jour, le Maroc reste le seul pays africain à avoir participé au concours, et la chanson a été la première à être chantée en arabe.

## Contexte
Le Maroc d'Hassan II a des relations assez proches avec l'Europe. Après plusieurs accords de libre-échange, le Maroc décide de déposer sa candidature, faisant de lui le premier pays africain à participer à l'Eurovision. Quatre ans plus tard, il dépose sa demande d'adhésion à la Communauté économique européenne. Cette demande est rejetée en raison de sa situation géographique.

## Représentants
| Édition | Année | Artiste(s)     | Chanson     | Langue(s)      | Traduction française | Place (en finale) | Points (en finale) |
| ------- | ----- | -------------- | ----------- | -------------- | -------------------- | ----------------- | ------------------ |
| 25e     | 1980  | Samira Bensaïd | Bitakat hob | Arabe Marocain | Message d'amour      | 18                | 7                  |

- Première place
- Deuxième place
- Troisième place
- Dernière place

## Chefs d'orchestre, commentateurs et porte-paroles
| Année | Chef d'orchestre | Commentateur(s) | Porte-parole |
| ----- | ---------------- | --------------- | ------------ |
| 1980  | Jean Claudric    | ?               | Kamal Issari |

## Historique de vote
En 1980, le Maroc a attribué le plus de points à :
| Rang | Pays        | Points |
| ---- | ----------- | ------ |
| 1    | Turquie     | 12     |
| 2    | Allemagne   | 10     |
| 3    | Royaume-Uni | 8      |
| 4    | Suisse      | 7      |
| 5    | Suède       | 6      |
| 6    | Espagne     | 5      |
| 7    | Norvège     | 4      |
| 8    | Autriche    | 3      |
| 9    | Danemark    | 2      |
| 10   | France      | 1      |

En 1980, le Maroc a reçu le plus de points de la part de :
| Rang | Pays   | Points |
| ---- | ------ | ------ |
| 1    | Italie | 7      |

### 12 Points
Légende
 Vainqueur - Le Maroc a donné 12 points à la chanson victorieuse / Le Maroc a reçu 12 points et a gagné le concours
 2e place - Le Maroc a donné 12 points à la chanson arrivée à la seconde place / Le Maroc a reçu 12 points et est arrivé deuxième
 3e place - Le Maroc a donné 12 points à la chanson arrivée à la troisième place / Le Maroc a reçu 12 points et est arrivé troisième
| Année  | Attribués | Reçus |
| Finale |           |       |
| 1980   | Turquie   | Aucun |